# Beyza Arıcı

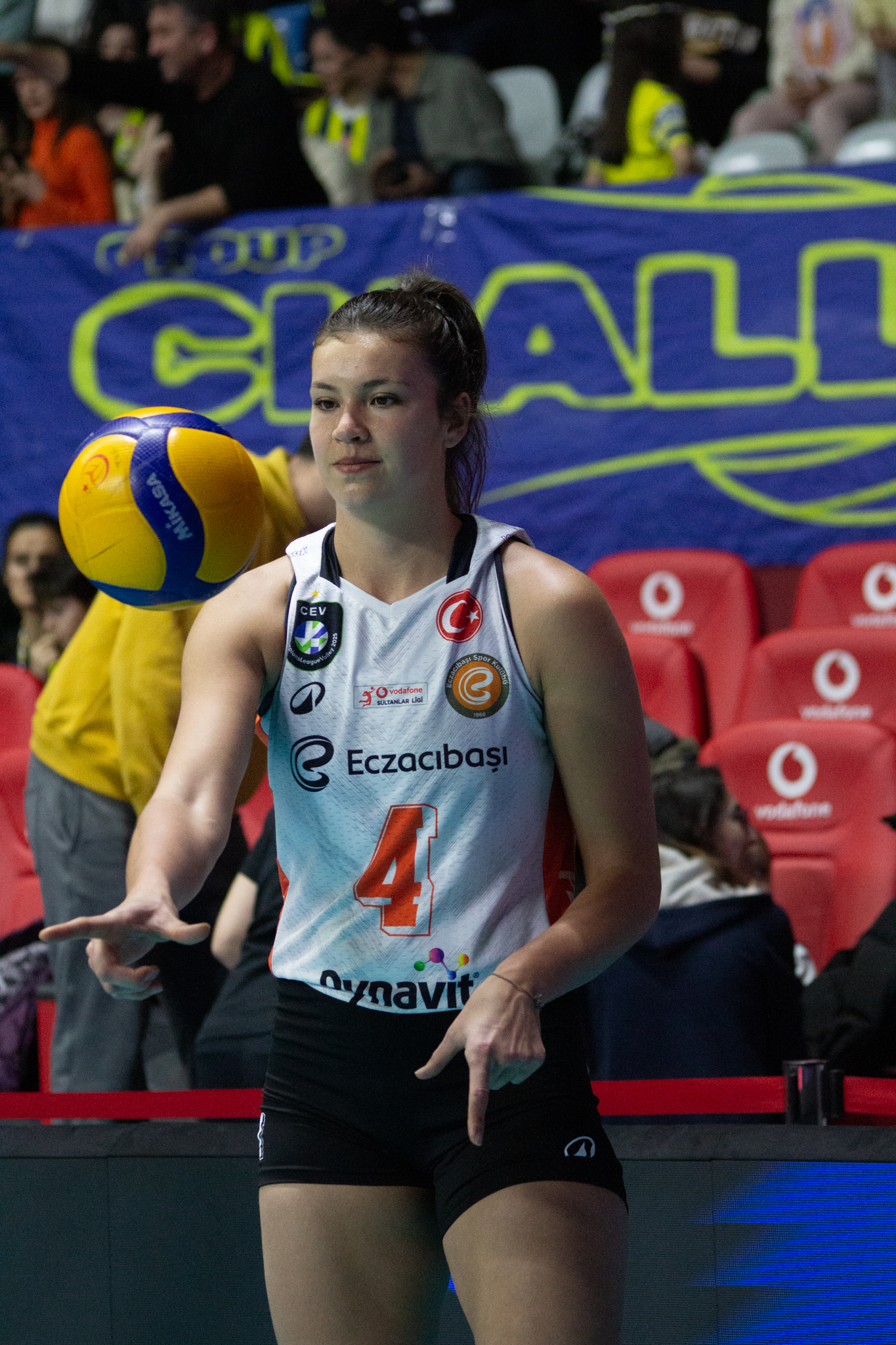
Beyza Arıcı zawodniczką Eczacıbaşı Stambuł w sezonie 2024/2025

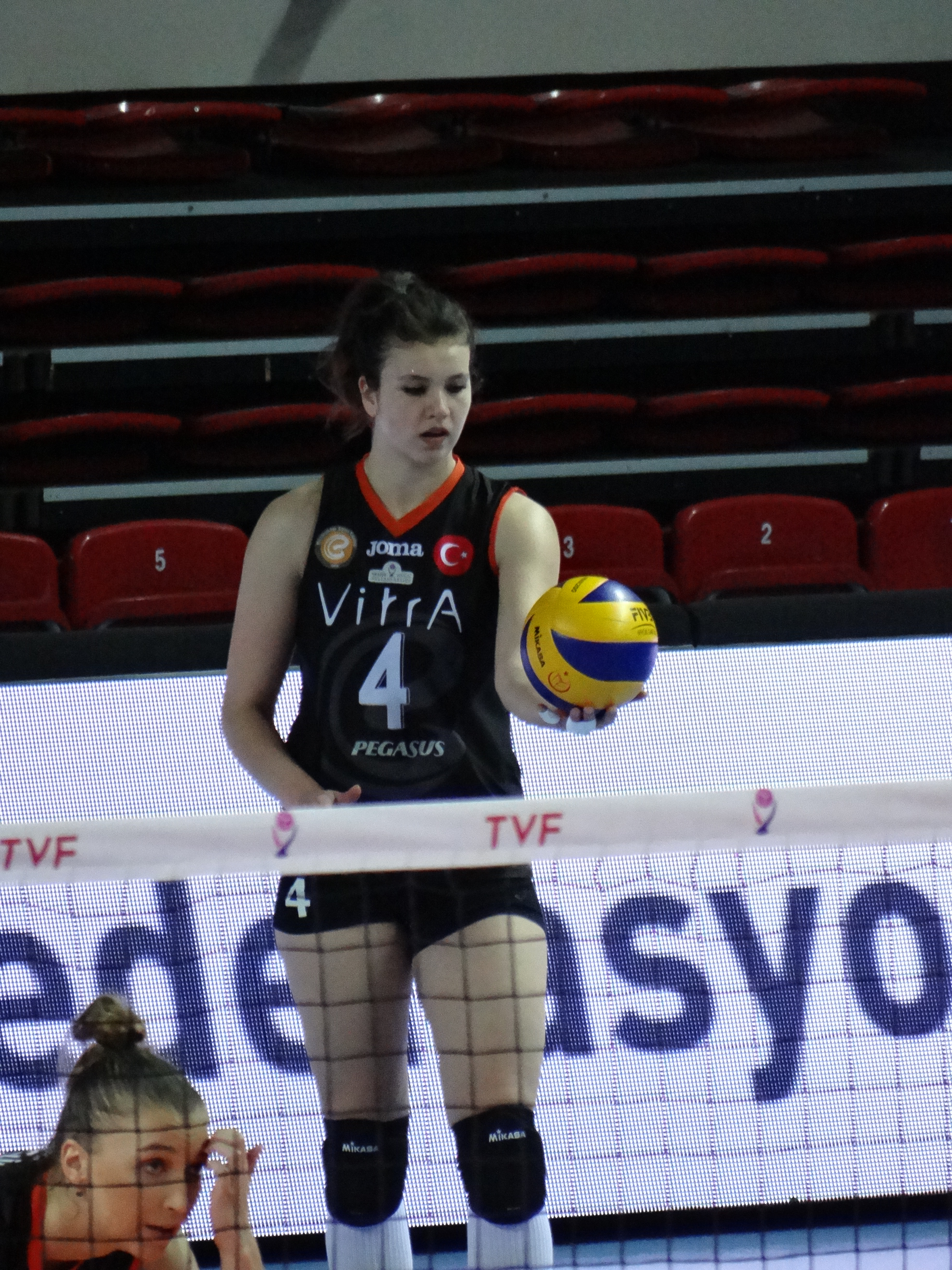
Beyza Arıcı przed wykonywaniem zagrywki w barwach klubu Eczacıbaşı Stambuł w sezonie 2017/2018

Beyza Arıcı (ur. 27 lipca 1995 w Izmirze) – turecka siatkarka, grająca na pozycji środkowej.
Jej młodsza o 2 lata siostra Emine, również jest siatkarką.

## Kariera klubowa
| Lata      | Klub                          |
| 2013–2014 | Seramiksan SK                 |
| 2014–2015 | Sarıyer Belediyesi SK         |
| 2015–2016 | Trabzon İdmanocağı            |
| 2016–2017 | Çanakkale Belediyespor Kulübü |
| 2017–2025 | Eczacıbaşı Stambuł            |
| 2025–     | Zeren SK                      |

## Sukcesy klubowe
Puchar Challenge:
- 2016

Puchar CEV:
- 2018, 2022[5]

Liga turecka:
- 2018, 2019, 2023[6], 2024[7]
- 2022[8], 2025[9]

Superpuchar Turcji:
- 2018, 2019, 2020

Klubowe Mistrzostwa Świata:
- 2023[10]
- 2019
- 2018, 2022[11]

Puchar Turcji:
- 2019

Liga Mistrzyń:
- 2023[12]

## Sukcesy reprezentacyjne
Mistrzostwa Świata U-23:
- 2017

Liga Narodów:
- 2018

Volley Masters Montreux:
- 2018

## Nagrody indywidualne
- 2017: Najlepsza blokująca Mistrzostw Świata U-23
- 2018: Najlepsza blokująca finałów ligi tureckiej w sezonie 2017/2018